# Universo Sime~Gen
El Universo Sime~Gen es un universo literario ficticio creado por Jacqueline Lichtenberg. Se trata de un futuro en el que la humanidad está dividida en dos subespecies, o laridades: Gens, que parecen humanos comunes y producen cantidades excesivas de una energía vital llamada selyn, y Simes, que tienen brazos con tentáculos y deben tomar selyn de Gens para sobrevivir. Si el Gen está asustado y se resiste cuando se llevan el selyn, el Gen muere. La serie narra la historia de la búsqueda de coexistencia de las dos subespecies.

## Descripción general
Simes y Gens han vivido tradicionalmente en territorios separados. Los Simes crían a los Gens en cautiverio, como animales de alimentación en corrales. Los niños pueden convertirse en Sime o Gen en la pubertad, y los Gens libres matan a sus hijos en defensa propia si comienzan a cambiar; si el niño se convierte en Sime, puede arrebatarle el selyn a sus padres o seres queridos, matándolos.
Los Simes que pueden tomar el Selyn de los Gens asustados sin matarlos son "canales". Podrán pasar el selyn recolectado a otros Simes. El descubrimiento de los canales conduce a la Unidad. Los territorios Sime y Gen declaran una tregua incómoda y los canales se esfuerzan por ayudar a ambos lados.
Lichtenberg comenzó la serie a fines de la década de 1960 como parte de una clase de escritura creativa y la dejó de lado brevemente para trabajar en la serie Kraith de fan fiction de Star Trek.

## Obras publicadas (orden de serie entre paréntesis)
- "Operation High Time" (historia corta, If, enero de 1969)
- "The Channel's Exemption" (historia corta, Galileo, julio de 1977)
- First Channel (con Jean Lorrah) (1980) [#1]
- Channel's Destiny (con Jean Lorrah ) (1982) [#2]
- Ambrov Keon (por Jean Lorrah) (1986) ( Trilogía de Unidad #2) [#3]
- House of Zeor (1974) (Trilogía de Unidad #1) [#4]
- Zelerod's Doom (1986) (Trilogía de Unidad #3) [#5]
- Unto Zeor, Forever (1978) [#6]
- Mahogany Trinrose (1981) [#7]
- RenSime (1984) [#8]
- Personal Recognizance / The Story Untold and Other Sime-Gen Stories (2011) [Dos títulos publicados en formato consecutivo, #9 y #10]
- To Kiss or To Kill: Sime-Gen, Book Eleven (por Jean Lorrah) [#11]
- The Farris Channel (2011) [#12]

Personal Recognizance / The Story Untold and Other Sime-Gen Stories contiene el ensayo "Cronología del universo Sime~Gen".
También hay una extensa colección de fan fiction disponible en línea, particularmente a través del sitio oficial de fans en http://www.simegen.com

## Videojuego
- Ambrov X (fecha de lanzamiento por determinar), un juego de rol para PC basado en la historia del universo Sime-Gen, está siendo producido por el estudio Loreful.[6]